# Vuattouxia
Vuattouxia is een monotypisch geslacht van spinnen uit de  familie van de kraamwebspinnen (Pisauridae).

## Soort
- Vuattouxia kouassikonani Blandin, 1979